# Acridocarpus ugandensis
Acridocarpus ugandensis là một loài thực vật có hoa trong họ Malpighiaceae. Loài này được Sprague mô tả khoa học đầu tiên năm 1906.